# أحمد أوركين
أحمد أوركين (بالتركية: Ahmet Örken) (و. 1993  م) هو راكب دراجة هوائية، من تركيا، شارك في ركوب الدراجات في الألعاب الأولمبية الصيفية 2016.

## سباقات أو مراحل فاز بها
| التاريخ        | السباق                                                       | المركز                                          |
| -------------- | ------------------------------------------------------------ | ----------------------------------------------- |
| 13 يونيو 2015  | 2015 Tour of Ankara                                          |                                                 |
| 10 أكتوبر 2015 | International Tour of Torku Mevlana 2015                     | الفائز في التصنيف العام                         |
| 25 يونيو 2016  | سباق الطريق ضد الساعة للرجال في بطولة تركيا 2016             | الفائز في التصنيف العام                         |
| 26 يونيو 2016  | سباق الطريق للرجال في بطولة تركيا 2016                       |                                                 |
| 05 فبراير 2017 | Challenges de la Marche verte - Grand Prix Oued Eddahab 2017 |                                                 |
| 06 فبراير 2017 | Challenges de la Marche verte - Grand Prix Al Massira 2017   | الفائز في التصنيف العام                         |
| 05 مارس 2017   | جائزة رودس الدولية الكبرى 2017                               | الثاني في التصنيف العام                         |
| 29 يوليو 2017  | طواف بحيرة تشينغهاي 2017                                     | الأول في تصنيف النقاط                           |
| 15 أكتوبر 2017 | طواف تركيا الرئاسي 2017                                      | التاسع في تصنيف النقاط                          |
| 04 مارس 2018   | طواف مادترينين 2018                                          | العاشر في تصنيف النقاط                          |
| 30 مارس 2018   | طواف السلطان محمد الفاتح 2018                                | الرابع في التصنيف العام، التاسع في تصنيف النقاط |
| 20 سبتمبر 2019 | Grand Prix Erciyes 2019                                      |                                                 |
| 29 سبتمبر 2019 | Tour of Mevlana 2019                                         |                                                 |
| 18 يونيو 2021  | سباق الطريق ضد الساعة للرجال في بطولة تركيا 2021             | الفائز في التصنيف العام                         |
| 19 يونيو 2021  | سباق الطريق للرجال في بطولة تركيا 2021                       |                                                 |
| 24 يونيو 2022  | سباق الزمن على الطريق للرجال في بطولة تركيا 2022             | الفائز في التصنيف العام                         |
| 21 يونيو 2024  | 2024 Turkey National Road Cycling Championships - Men ITT    | الفائز في التصنيف العام                         |

## روابط خارجية
- أحمد أوركين على موقع الاتحاد الدولي للدراجات (الإنجليزية)
- أحمد أوركين على موقع أرشيف الدراجات (الإنجليزية)
- أحمد أوركين على موقع إحصائيات الدراجات الإحترافية (الإنجليزية)
- أحمد أوركين على موقع نسبة الدراجات (الإنجليزية)
- أحمد أوركين على موقع اللجنة الأولمبية الدولية (الإنجليزية)
- أحمد أوركين على موقع أوليمبيديا (الإنجليزية)
- أحمد أوركين على موقع اللجنة الأولمبية التركية (التركية)